# 5998 Sitenský
5998 Sitenský è un asteroide della fascia principale. Scoperto nel 1986, presenta un'orbita caratterizzata da un semiasse maggiore pari a 2,7617234 UA e da un'eccentricità di 0,1231810, inclinata di 4,58809° rispetto all'eclittica.